# Sant Pèire d'Estripians
Sant Pèire d'Estripians (en francès Saint-Pierre-des-Tripiers) és un municipi del departament francès del Losera, a la regió d'Occitània.